# Кибаве
Кибаве —  муниципалитет в провинции Букиднон, Филиппины. Население муниципалитета по данным переписи 2015 года составляет 39612 человек.

## История
Издавна территория провинции Bukidnon была заселена людьми племени Mamadas. Народ Mamadas относился к кочевникам. Люди племени занимались охотой, сбором дикорастущих съедобных плодов и растений, выращивали кукурузу. Люди жили в построенных ими временных домах — убежищах. У племени был свой политический и религиозный лидер и вооруженные силы.
Территория провинции составляет около 1250 км².

## Регион Букиднон на острове Минданао
- Кибаве имеет в общей сложности 23 барангая;
- Зарегистрированных избирателей Kibawe состоянию на (2010) = 20,114;
- Kibawe находится в «3-й» голосования избирательный округ Букиднон;
- Население Kibawe (по состоянию на 1 августа 2007,) = 35,213;
- Земельный участок площадью Kibawe (в 2007 г. в га) = 30,413;
- Kibawe-это 2-й класс муниципалитет и частично в городах;
- Kibawe находится в провинции Букиднон и в Region_X в Северной/центральной части острова Минданао.

## Известные люди из Kibawe
- Мэнни Пакьяо — филиппинский боксёр-профессионал, актёр и политик.